# Vizos
Vizos is een plaats en voormalige gemeente in het Franse departement Hautes-Pyrénées in de regio Occitanie en telt 38 inwoners (2009). De plaats maakt deel uit van het arrondissement Argelès-Gazost en sinds 1 januari 2017 van de gemeente Saligos.

## Geografie
De oppervlakte van Vizos bedraagt 2,6 km², de bevolkingsdichtheid is dus 14,6 inwoners per km².
De onderstaande kaart toont de ligging van Vizos met de belangrijkste infrastructuur en aangrenzende gemeenten.

## Demografie
Onderstaande figuur toont het verloop van het inwonertal (bron: INSEE-tellingen).